# Тумлер, Мариан
Мариан Йозеф Тумлер (нем. Marian Joseph Tumler, 21 октября 1887, Монтетрамонтана, Силандро, Италия —— 18 ноября 1987, Вена, Австрия) — австрийский историк и теолог, великий магистр Тевтонского ордена в 1948—1970.

## Биография

### Ранние годы
Йозеф Тумлер родился на семейной ферме «Kopf am Egg», у Монтетрамонтана (нем. Nördersberg) в Южном Тироле. Младший из шести детей Матиаса Тумлера (Mathias Tumler) и его жены Моники (Monika Tumler). С 1889 года благодаря содействию одного священника посещал гимназию францисканцев «Johanneum» в Больцано. В 1903 году вступил в Тевтонский орден, которому после года послушания он, как брат Мариан, принёс 8 декабря 1904 простой, а 14 сентября 1909 — вечный обет.
По завершении им богословского образования, князь-епископ доктор Йозеф Альтенвейзель рукоположил Тумлера в священники 29 июня 1910 в соборе города Брессаноне (нем. Brixen). С 1915 по 1916 служил в качестве кооператора (приходского священника без управленческих полномочий) в Постале, сдав выпускные экзамены с отличием экстерном, в 1916/17 изучал географию и историю на философском факультете Инсбрукского университета. Ему пришлось прервать учебу и преподавать с 1918 по 1920 в Институте английских девиц в Мерано историю, религию и географию, параллельно служа в приходе Сарентино. После этого он возобновил обучение в Инсбруке 1920/21, где и получил степень доктора 11 марта 1922 за утраченную, к сожалению, работу «Приют для путников в Лонгомозо»(нем. Das Hospiz zu Lengmoos).

### Орденская карьера
Назначенный в 1923 году викарием Святой Елизаветы (церковь комменды Тевтонского Ордена) в Вене, он стал вторым архивариусом Ордена и 1 февраля 1925 просинодальным судьей епархиального суда архиепископства Вена. С 1927 по 1931 г. он также принимал участие в работе брачного суда апостольской администрации Бургенланд.
Поскольку 29 мая 1925 он был избран членом Генерального капитула Ордена, в 1930 году по выбору Генерального капитула Мариан стал вторым Генеральным советником и в 1933 году первым Генеральным советником. Тем самым он стал заместителем Великого магистра.
11 января 1933 он взял на себя управление Орденским архивом и 30 апреля 1938 Великим Магистром был назначен, кроме того, заместителем ландкомтура Австрии. В архиве Тумлер проделал огромную работу. Он систематизировал и зарегистрировал не менее 12 000 документов и закончил в 1938 году фундаментальный исторический труд по истории Тевтонского ордена до 1400, который был, однако, опубликован лишь в 1955 году, после войны.
С конца 1938 Тумлер занимал различные пастырские посты до 1943 года, когда он стал исполняющим обязанности капеллана госпиталя в Фризахе. Поскольку Великий магистр после Второй мировой войны был в значительной степени недееспособным, ответственность за Орден легла на его плечи. Так, он добился в 1947 году возвращения австрийской собственности Ордена, в том числе архива и казны.

### Великий Магистр Тевтонского Ордена
После смерти Великого магистра Роберта Шельцки, как исполняющий обязанности генерального викария, он был избран Великим магистром в Лане 10 мая 1948 года. Два дня спустя он получил аббатское благословение.
Эпоха Великого магистра Тумлера была временем развития. Особую проблему представляло восстановление позиций в Восточной Европе, но зато удалось в 1949 году учредить в Дармштадте конвент братьев и, таким образом, заложить основу для немецкой орденской провинции. Тумлер также был одним из тех орденских руководителей, которые участвовали во Втором Ватиканском Соборе.
В попытке осовременить Орден, он в 1963 году последовал призыву папы и основал миссионерскую станцию в Швеции. В 1965 году он добился признания института фамилиаров, к которым присоединились такие видные деятели, как Конрад Аденауэр.

### Последние годы
Проведя свою паству через бурные времена Собора и пост-соборный период, он сложил с себя полномочия 6 Октября 1970. Следующие 17 лет своей жизни он провел как священник Мариан в Вене, где и умер 18 ноября 1987 года.